# Leucania villalobosi
Leucania villalobosi là một loài bướm đêm trong họ Noctuidae.